# 2291 Кево
2291 Кево (2291 Kevo) — астероїд головного поясу, відкритий 19 березня 1941 року.
Тіссеранів параметр щодо Юпітера — 3,099.